# Соболь Денис Сергійович
Соболь Денис Сергійович (нар. 19 січня 1987, Полтава) — український веслувальник та державний службовець, майстер спорту України міжнародного класу. Бронзовий призер літніх Паралімпійських ігор 2012 року. Вихованець Полтавського обласного центру «Інваспорт».

## Життєпис
Випускник Полтавської державної аграрної академії, а також Академії праці, соціальних відносин і туризму. У 2018 році брав участь у Програмі стажування у Верховній Раді України. Був інтерном Управління по зв'язках з місцевими органами влади і органами місцевого самоврядування Апарату Верховної Ради України.
Державний експерт експертної групи з питань реформування системи охорони здоров'я Міністерства охорони здоров'я України (2018—2020). З 2020 року — начальник відділу роботи з договорами щодо паліативної медичної допомоги Національної служби здоров'я України.
З 2021 року — старший викладач Києво-Могилянської школи врядування імені Андрія Мелешевича.
З 2022 року — учасник російсько-української війни.

## Державні нагороди
- Орден «За заслуги» III ст. (17 вересня 2012) — за досягнення високих спортивних результатів на XIV літніх Паралімпійських іграх у Лондоні, виявлені мужність, самовідданість та волю до перемоги, піднесення міжнародного авторитету України[7]